# Paviljoen (Roosendaal)
Het Paviljoen is een gebouw in Roosendaal, ontworpen door architect René van Zuuk. Het gebouw werd gebouwd met de herinrichting van de Nieuwe Markt. Het heeft een ovalen vorm en staat op twee derde lengte van de markt. Het gebouw is bekleed met houten latten en aan de noordwest zijde heeft het een terrasvormige opbouw. Het paviljoen bevat een toegang tot de onder het plein gelegen tweelaags parkeergarage, een horecagelegenheid en kantoren. Op de begane grond zit lunchroom 't Paviljoen.

## Geschiedenis
In 2005 werd een openbare ontwerp- en bouwwedstrijd voor aannemers georganiseerd. Vlak voordat zij hun inzending bij de stad moesten indienen, besloot de gemeente Roosendaal om ook het paviljoen op te nemen. Daarom werd het architectenbureau van René van Zuuk gevraagd om in vijf weken een ontwerp voor het paviljoen te maken. Het idee achter het stedenbouwkundig voorstel was dat het paviljoen het plein in twee delen zou verdelen, zodanig dat men toch het gevoel zou hebben op één groot plein te zijn.